# 阿尔瓦·默达尔

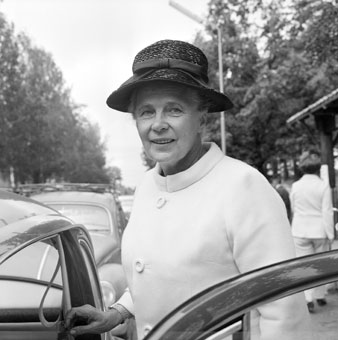
阿尔瓦·迈达尔（1968）

阿爾瓦·米達爾（瑞典語：Alva Myrdal，1902年1月31日—1986年2月1日），瑞典社會學家和政治家。

## 生平
她是瑞典社會民主工人黨的資深黨員，從1950年到1955年，她是第一位女性在聯合國教科文組織其中一個社會科學環節擔任主席。1962年，她當選瑞典議會，並於1962年至1973年，代表瑞典出席在日內瓦的聯合國裁軍談判會議。因此，她於1982與阿方索·加西亞·羅夫萊斯共同獲得諾貝爾和平獎。
她的丈夫是1974年諾貝爾經濟學獎得主貢納爾·默達爾。